# Triodia pascoeana
Triodia pascoeana är en gräsart som beskrevs av Bryan Kenneth Simon. Triodia pascoeana ingår i släktet Triodia och familjen gräs. Inga underarter finns listade i Catalogue of Life.